# Ozero Sjevino (sjö i Belarus, Vitsebsks voblast, lat 55,96, long 29,00)
Ozero Sjevino (ryska: Озеро Шевино) är en sjö i Belarus.   Den ligger i voblasten Vitsebsks voblast, i den norra delen av landet, 250 km norr om huvudstaden Minsk. Ozero Sjevino ligger 144 meter över havet. Arean är 2,0 kvadratkilometer. Den sträcker sig 2,3 kilometer i nord-sydlig riktning, och 3,6 kilometer i öst-västlig riktning.
I omgivningarna runt Ozero Sjevino växer i huvudsak blandskog. Runt Ozero Sjevino är det mycket glesbefolkat, med 7 invånare per kvadratkilometer.